# Gastroboletus doii
Gastroboletus doii är en svampart som beskrevs av M. Zang 1995. Gastroboletus doii ingår i släktet Gastroboletus och familjen Boletaceae.   Inga underarter finns listade i Catalogue of Life.